# فرهنگ قاسمی
فرهنگ قاسمی (۱۱ دی ۱۳۲۶ درگز دبیرکل و سخنگوی حزب حزب سوسیال دموکرات و لائیک ایران از احزاب سه‌گانه جبهه ملی ایران و فعال حقوق بشر است.
قاسمی تحصیلات خود را در رشته کارشناس ارشد مدیریت استراتژیک در فرانسه به پایان برده‌است. او فرزند ابوالفضل قاسمی دبیرکل اسبق حزب ایران است.
فرهنگ قاسمی بنیانگذار و مدیر عامل سابق GROUPE COGEFI FRANCE عضو کمیته فدراسیون آموزشی در اروپا FEDE، رئیس کمیسیون حقوق بشر، بازرس رسمی سابق کیفیت آموزش عالی ISQ – کیفیت‌های خدمات فکری، استاد مدیریت و استراتژی است. او از اعضای جنبش جمهوری خواهان لائیک و دموکرات ایران بوده و در سال ۱۳۹۹ پس از چند سال فعالیت آغاز به کار حزب سوسیال دموکرات و لائیک ایران را اعلام کرد.
وی در سال ۱۳۸۹ سایت رنگین کمان، بنیاد آزادی اندیشه و بیان را با هدف ترویج دموکراسی، لائیک تأسیس کرد. ترانه غربت با صدای ابی، از آثار ماندگار فرهنگ قاسمی می‌باشد.

## حزب حزب سوسیال دموکرات و لائیک ایران
قاسمی به دنبال چندین سال فعالیت سیاسی و کادر سازی سرانجام حزب سوسیال دموکرات و لائیک ایران   را به همراه فرهنگ قاسمی، هانیه میرزائی، اسفندیار خلف، منوچهر تقوی بیات، سعید جعفری، کامبیز قائم مقام، هوتن دولتی، سیروس میرزایی، زری شمس، حسن بیات و … تاسیس کرد. حزب در سال ۱۳۹۹ رسماً اعلام موجودیت کرد و اساسنامه نهایی آن آن طی نشست ۲۶ فوریه ۲۰۲۱ به اتفاق آرا تصویب شد. از زمان تاسیس تاکنون این حزب سه کنگره برگزار کرده است. در کنگره سوم که در محوریت ” توسعه پایدار و همه‌جانبه در ایران فردا ” در روزهای ۲۱ و ۲۳ ژوئن ۲۰۲۴ میلادی برابر با اول و دوم تیرماه ۱۴۰۳ خورشیدی در پاریس برگزار شد قاسمی بار دیگر به عنوان رییس و سخنگوی حزب انتخاب شد.

## تالیفات
1. جنبش انتخابات آزاد و حاکمیت ملت[۶]
2. کتاب سیمای دیگر انقلاب (خودگردانی در لهستان)- انتشارات ایران [۷]
3. کتاب چهار مقاله از فرهنگ قاسمی[۸]
4. کتاب سندیکالیسم در ایران[۹]